# Diocèse de San Roque de Presidencia Roque Sáenz Peña
Le diocèse de San Roque de Presidencia Roque Sáenz Peña (en latin : Dioecesis Sancti Rochi ; en espagnol : Diócesis de San Roque de Presidencia Roque Sáenz Peña) est un diocèse de l'Église catholique en Argentine, suffragant de l'archidiocèse de Resistencia.

## Territoire
Il comprend seize départements de la province du Chaco : Almirante Brown, Chacabuco, Comandante Fernández,  Dos de Abril, Doce de Octubre, Fray Justo Santa María de Oro, General Belgrano, General Güemes, Independencia, Maipú, Mayor Luis Jorge Fontana, Nueve de Julio, O'Higgins, Quitilipi, San Lorenzo et Veinticinco de Mayo.
Il possède un territoire d'une superficie de 71 303 km2 divisé en 24 paroisses. Le siège épiscopal est dans la ville de Presidencia Roque Sáenz Peña où se trouve la cathédrale Saint-Roch.

## Historique
Le diocèse de San Roque est érigé le 12 août 1963 par la constitution apostolique Supremum Ecclesiae du pape Paul VI en prenant une partie du territoire du diocèse de Resistencia (aujourd'hui archidiocèse).
Nommé suffragant de l'archidiocèse de Corrientes lors de sa création, il intègre la province ecclésiastique de l'archidiocèse de Resistencia le 28 février 1984.
Il prend son nom actuel le 28 février 1992 en vertu du décret Ad earum politicam de la congrégation pour les évêques.

## Évêques
- Ítalo Severino Di Stéfano (12 août 1963 - 8 novembre 1980), nommé archevêque de San Juan de Cuyo
- Abelardo Francisco Silva (28 octobre 1981 - 31 mars 1994), nommé évêque coadjuteur de San Miguel
- José Lorenzo Sartori (27 août 1994 - 22 avril 2008)
- Hugo Nicolás Barbaro, depuis le 22 avril 2008